# Saskatchewan Glacier
Saskatchewan Glacier är en glaciär i Kanada.   Den ligger i provinsen Alberta, i den centrala delen av landet, 3 100 km väster om huvudstaden Ottawa. Saskatchewan Glacier ligger 2 196 meter över havet. Arean är 30 kvadratkilometer.
Terrängen runt Saskatchewan Glacier är bergig österut, men västerut är den kuperad. Trakten runt Saskatchewan Glacier är nära nog obefolkad, med mindre än två invånare per kvadratkilometer.. Det finns inga samhällen i närheten. 
Trakten runt Saskatchewan Glacier består i huvudsak av gräsmarker.